# Ever Changing Times
Ever Changing Times är Steve Lukathers femte soloalbum, utgivet i februari 2008. Några av musikerna som medverkar på skivan är Leland Sklar, Joseph Williams, Bill Champlin och Abe Laboriel Jr.

## Låtlista
1. "Ever Changing Times" - 5:29
2. "The Letting Go" - 5:53
3. "New World" - 4:33
4. "Tell Me What You Want From Me" - 5:13
5. "I Am" - 3:15
6. "Jammin With Jesus" - 5:56
7. "Stab in the Back" - 6:00
8. "Never Ending Nights" - 5:36
9. "Icebound" - 4:19
10. "How Many Zeros" - 4:34
11. "The Truth" - 3:51